# Distretto di Sátoraljaújhely
Il distretto di Sátoraljaújhely (in ungherese Sátoraljaújhelyi járás) è un distretto dell'Ungheria, situato nella provincia di Borsod-Abaúj-Zemplén.